# Cheerleaderka (film)
Cheerleaderka (tytuł oryg. But I'm a Cheerleader; alternat. tytuł pol. Chłopak czy dziewczyna?) – amerykański film fabularny z 1999 roku w reżyserii Jamie Babbit.

## Opis fabuły
Wzorowa cheerleaderka Megan Bloomfield (Natasha Lyonne) jest podejrzewana o bycie lesbijką. Zaniepokojeni rodzice wysyłają córkę na specjalistyczny obóz, do którego trafiają młodzi ludzie w celu  próby zmiany ich orientacji na heteroseksualną. Na kempingu Megan poznaje Graham (Clea DuVall), zdeklarowaną lesbijkę-studentkę, której rodzice postanowili się wyrzec, jeśli nie zmieni stylu życia; syna organizatorki przedsięwzięcia, zniewieściałego „złotą rączkę” Rocka Browna (Eddie Cibrian), który jest gejem i obiektem pożądania męskiej części kampusu; oraz ambitną Hilary Vandermuller (Melanie Lynskey), która jak najszybciej chce opuścić obozowisko.

## Obsada
- Natasha Lyonne – Megan Bloomfield
- Clea DuVall – Graham Eaton
- Cathy Moriarty – Mary J. Brown
- Mink Stole – Nancy Bloomfield
- Melanie Lynskey – Hilary Vandermuller
- Bud Cort – Peter Bloomfield
- Joel Michaely – Joel Goldberg
- Eddie Cibrian – Rock Brown
- Katharine Towne – Sinead Laren
- RuPaul – Mike
- Kip Pardue – Clayton Dunn
- Douglas Spain – Andre
- Danté Basco – Dolph
- Katrina Phillips – Jan
- Richard Moll – Larry Morgan-Gordon
- Wesley Mann – Lloyd Morgan-Gordon
- Julie Delpy – lesbijka w barze
- Michelle Williams – Kimberly
- Brandt Wille – Jared
- Ione Skye – Kelly

## Nagrody
- Créteil International Women's Film Festival 2000 – nagroda publiczności, najlepszy film[1]

## Kontrowersje
Film wzbudzał wiele kontrowersji ze względu na swoją tematykę. Twórcom filmu zarzucano homofobię, ponieważ główna bohaterka ma pozbyć się rzekomych skłonności homoseksualnych i zostaje poddana swoistej terapii. Ostatecznie jednak Cheerleaderka osiągnęła spory sukces, zarabiając 2 595 216 dolarów na całym świecie.